# لية
لَيَّة (بالهندستانية: لیہ) مدينة هي مركز عمالة لية من ولاية بنجاب الباكستانية. بلغ أهلها 150 ألفا سنة 2023.